# Katastrofa lotu DHL 18D
Katastrofa lotu DHL 18D – katastrofa samolotu transportowego Boeing 737, operowanego przez Swiftair, która miała miejsce rankiem 25 listopada 2024 r. podczas lądowania międzynarodowego lotu towarowego z portu lotniczego Lipsk/Halle w Niemczech do portu lotniczego w Wilnie na Litwie. Maszyna spadła ok. 1,4 km przed początkiem pasa startowego 19 uderzając w budynek mieszkalny. Zginął jeden członek załogi (pilot samolotu), a pozostałe 3 osoby zostały ranne. Na ziemi nikt nie ucierpiał.

## Samolot
Samolot to Boeing 737-476(SF), który był wyprodukowany w 1993 roku, zarejestrowany jako EC-MFE o numerze seryjnym 24445. Był napędzany dwoma silnikami CFM International CFM56-3C1. Obsługiwany był przez Swiftair w imieniu DHL.

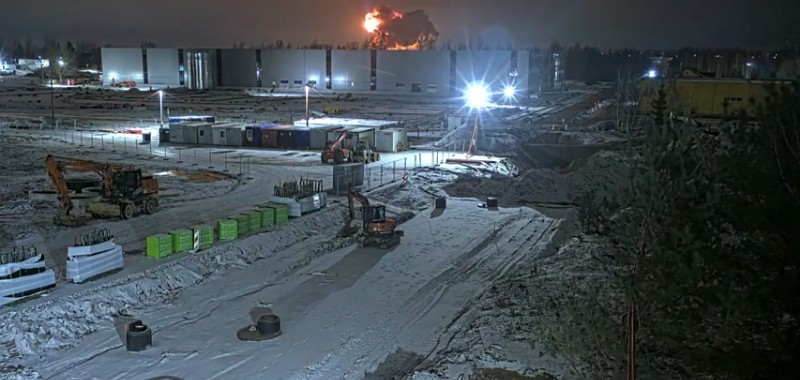
Zdjęcie z momentu kiedy samolot uderzył o ziemię